# Highland Folk Museum
Highland Folk Museum er et museum og frilandsmuseum i Newtonmore i Badenoch and Strathspey, Det Skotske Højland. Det ejes af Highland Council og drives af High Life Highland. Museet blev grundlagt i 1935 af Dr. Isabel Frances Grant (1887–1983) efter hun i 1930 havde organiseret 'Highland Exhibition' i Inverness, hvor 2.100 genstande var blevet indsamlet og udstillet som et 'national folk museum'.
Museet består primært af tre områder, der repræsenterer og fortolker tre forskellige perioder i det skotske højland. Den vestlige del fokuserer op skovene og 1700-tallets byer. Den østlige, som er frilandsmuseet, del består af bygninger fra 1800- og 1900-tallet. Dette område har også ansatte iført perioderigtige dragter som udfører håndværk.